# تراویس پروت
 تراویس پروت (انگلیسی: Travis Parrott؛ زاده ۱۶ اوت ۱۹۸۰) یک تنیس‌باز اهل ایالات متحده آمریکا است.